# Slate-szigetek

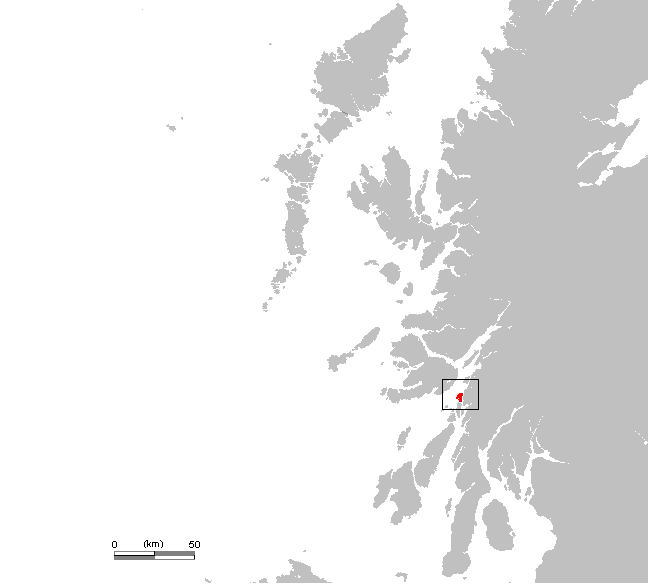
Seil elhelyezkedése Skóciában

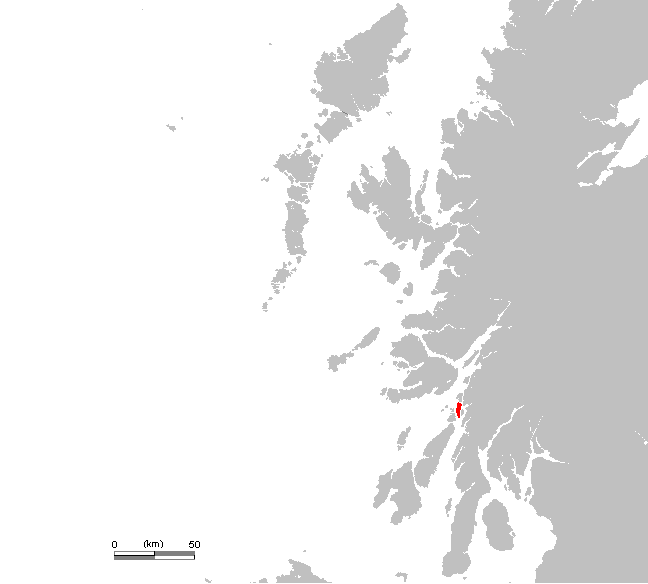
Luing elhelyezkedése Skóciában

A Slate-szigetek a Belső-Hebridák egyik szigetcsoportja Skóciában. Rögtön a partoknál fekszik, Jura szigetétől északra. A fő szigetei Seil, Easdale, Luing, Lunga, Shuna, Torsa és Belnahua. Scarba és Kerrera, bár a közelben fekszik, nem tagja a csoportnak. A szigetcsoportot azért hívják Slate-nek, azaz Palának, mert a 19. század közepén a szigetekről exportálták a tetőfedő palát. Ez az iparág azóta eltűnt, de a palát bányászó munkások fehérre meszelt falú házai ma is állnak.

## Easdale
A szigetet (skót neve Eilean Eisdeal) egy 500 yard széles csatorna választja el Seiltől. Ez sziget volt a palaipar központja, és ekkor 450 lakosa volt. Egy 1881-es viharban a bányák tönkrementek, az ipar megszűnt, a munkások elköltöztek. Jelenleg mintegy 60-an lakják — főleg az eredeti bányamunkások utódai, aki hogy új életre akarják  kelteni a szigetet. Története a település múzeumában tanulmányozható; ezt a  Skót Slate-szigetek Öröksége Tröszt működteti. A sziget félóra alatt körbejárható, ezért út sincs rajta. Az egykori munkások otthonai ma önkiszolgáló turistaszállások. Mivel a bányagödröket elöntötte a tenger, ma leginkább állatok, főképp madarak lakhelyei.

## Seil
A szigetcsoport legészakibb tagja az 560 lakosú Seil (skót neve Saoil), amit a Clachan Sound csatorna választ el a szárazföldtől. Legnagyobb települése Ellenabeich, ahol 2000 óta működik az Ellenabeich Örökségközpont. A központban a helyi palaipar történetét, valamint a sziget növény- és állatvilágát mutatják be.
A csatorna fölött a  „Híd az Atlanti-óceán fölött” néven is ismert Clachan-hídon (Clachan Bridge) ível át. A hidat Thomas Telford tervezte úgy, hogy apály idején nagyobb hajók is elhaladhassanak alatta. 1792–93-ban építette fel Robert Mylne mérnök. Skócia egyik legszebb hídjaként tartják számon.
A híd mellett áll a Tigh an Truish nevű fogadó, amit a Nadrágok Házaként is ismernek, mivel 1745 után, amikor tilos volt a skót nemzeti viselet, a kilt, a munkásoknak itt kellett nadrágba átöltözniük.
Érdekesség: Itt volt Diana walesi hercegnő édesanyjának otthona.

## Luing
Luing (skót nyelven An t-Eilean Luinn) lakosainak a száma valaha 600 körül volt, de kitelepítették őket, hogy legyen helyük a marháknak. A sziget ma is jól ismert marhahúsáról. Jelenleg mintegy 200-an lakják, főképp  Cullipoolan, Toberonochyan és Blackmillbayben. A marhatenyésztésen kívül a sziget lakosai a turizmusból és homárhalászatból élnek.

## Lunga
Lunga lakosainak a száma soha nem volt jelentős, napjainkban a sziget fő tevékenysége egy kalandcentrum üzemeltetése a sziget északi részén. A tengerben garnélarákot és fésűkagylót halásznak, és van egy lazacfarm is. A sziget 2 kilométer hosszú, és mindössze 16 kilométerre van a legközelebbi szárazföldi várostól, Obantól. A sziget tulajdonosa a Torquil Johnson-Ferguson család, akik a kalandparkot is üzemeltetik iskolások számára. A parkon kívül csak 3 épület van a szigeten. A szigeten és a környékén számos állatfaj él: tengerirózsák, egy algafaj, európai vidra, gímszarvas, palackorrú delfin, kúpos fóka, csukabálna, barna delfin.

## Shuna
A sziget skót neve Siuna. A shunai kastélyt 1911-ben építették, de a 80-as években túl nagyok lettek a karbantartás költségei, azóta elhanyagoltan áll. A többi szigettel ellentétben Shunán alig volt palabányászat, inkább gazdálkodásból éltek a lakosok. Ma a szigeten sok az erdős terület. A kis sziget déli részén több cairn található, ami kavicsokból és kövekből álló ember által összehordott kúp alakú halom. A 19. században a sziget lakosainak a száma 69 volt, de a 2001-es népszámlálás szerint Shuna egyike volt annak a 4 skót szigetnek, ahol csak egy fő él. 1946 óta Shuna tulajdonosa a Gully család. Jelenleg egy farmer él itt a családjával. A sziget állatai szarvasok, delfinek.

## Fordítás
- Ez a szócikk részben vagy egészben  a   Slate Islands című angol Wikipédia-szócikk ezen változatának fordításán alapul.  Az eredeti cikk szerkesztőit annak laptörténete sorolja fel. Ez a jelzés csupán a megfogalmazás eredetét és a szerzői jogokat jelzi, nem szolgál a cikkben szereplő információk forrásmegjelöléseként.
- Ez a szócikk részben vagy egészben  a   Seil című angol Wikipédia-szócikk ezen változatának fordításán alapul.  Az eredeti cikk szerkesztőit annak laptörténete sorolja fel. Ez a jelzés csupán a megfogalmazás eredetét és a szerzői jogokat jelzi, nem szolgál a cikkben szereplő információk forrásmegjelöléseként.
- Ez a szócikk részben vagy egészben  az   Easdale című angol Wikipédia-szócikk ezen változatának fordításán alapul.  Az eredeti cikk szerkesztőit annak laptörténete sorolja fel. Ez a jelzés csupán a megfogalmazás eredetét és a szerzői jogokat jelzi, nem szolgál a cikkben szereplő információk forrásmegjelöléseként.
- Ez a szócikk részben vagy egészben  a   Luing című angol Wikipédia-szócikk ezen változatának fordításán alapul.  Az eredeti cikk szerkesztőit annak laptörténete sorolja fel. Ez a jelzés csupán a megfogalmazás eredetét és a szerzői jogokat jelzi, nem szolgál a cikkben szereplő információk forrásmegjelöléseként.
- Ez a szócikk részben vagy egészben  a   Lunga, Firth of Lorn című angol Wikipédia-szócikk ezen változatának fordításán alapul.  Az eredeti cikk szerkesztőit annak laptörténete sorolja fel. Ez a jelzés csupán a megfogalmazás eredetét és a szerzői jogokat jelzi, nem szolgál a cikkben szereplő információk forrásmegjelöléseként.
- Ez a szócikk részben vagy egészben  a   Shuna, Slate Islands című angol Wikipédia-szócikk ezen változatának fordításán alapul.  Az eredeti cikk szerkesztőit annak laptörténete sorolja fel. Ez a jelzés csupán a megfogalmazás eredetét és a szerzői jogokat jelzi, nem szolgál a cikkben szereplő információk forrásmegjelöléseként.